# Burikan (Kota Kudus)
Burikan is een bestuurslaag in het regentschap Kudus van de provincie Midden-Java, Indonesië. Burikan telt 2801 inwoners (volkstelling 2010).